# Blocul electoral „Convenția Democrată din Moldova”
Blocul electoral „Convenția Democrată din Moldova” (abreviat BeCDM) a fost un partid politic din Republica Moldova înființat și condus de Mircea Snegur. În alegerile parlamentare din 22 martie 1998: a întrunit 315,206 de voturi valabil exprimate (19.42%), ceea ce i-a permis să depășească pragul electoral de 4% și să intre în posesia a 26 mandate de deputați în Parlamentul de legislatura a XIV-a.

Parlamentare 1998